# دولنا کروشیتسا
دولنا کروشیتسا (به بلغاری: Dolna Krushitsa) یک منطقهٔ مسکونی در بلغارستان است که در شهرستان پتریچ واقع شده‌است.